# Josef Elting
Josef „Jüppken“ Elting (* 29. Dezember 1944 in Bocholt) ist ein ehemaliger deutscher Fußballtorwart. Der Torhüter absolvierte in den Jahren von 1965 bis 1974 für den FC Schalke 04 und den 1. FC Kaiserslautern insgesamt 151 Spiele in der Fußball-Bundesliga. Mit dem 1. FC Kaiserslautern stand er am 1. Juli 1972 im DFB-Pokalfinale gegen seinen alten Verein FC Schalke 04 (0:5).

## Laufbahn
„Jüppken“ Elting kam 1964 als 19-Jähriger vom Landesligisten 1. FC Bocholt zu den Schalker Knappen und spielte die Saison 1964/65 in der Amateurmannschaft von Schalke. Zur Runde 1965/66 wurde er in den Lizenzspielerkader aufgenommen und verdrängte im Rundenverlauf den routinierten Horst Mühlmann aus dem Tor. Am ersten Rundenspieltag begann Trainer Fritz Langner mit Mühlmann bei einer 0:1-Auswärtsniederlage beim VfB Stuttgart im Tor, am zweiten Spieltag debütierte der junge Elting am 21. August 1965 bei einem 0:0-Remis gegen den Karlsruher SC in der Bundesliga und am dritten Spieltag stand Routinier Josef Broden im Schalker-Tor. Ab dem achten Spieltag, den 16. Oktober 1965, Schalke gewann das Heimspiel gegen den Hamburger SV mit 2:1, war Elting dann die Nummer 1. Vor Rundenbeginn hatte Schalke den Verlust von mehreren Leistungsträgern zu verkraften – Willi Schulz, Egon Horst, Reinhard Libuda, Hans Nowak, Waldemar Gerhardt, Willi Koslowski – und hatte im Gegenzug den Kader überwiegend mit Amateuren, Jugendspielern und Regionalligakräften wie Klaus Fichtel, Heinz-Dieter Lömm, Heinz Pliska, Dieter Bedürftig, Gerhard Neuser, Klaus Senger, Siegfried Werner, Werner Weikamp und dem ehemaligen Herner Oberligaspieler Alfred Pyka aufgefüllt. Dass mit 27:41 Punkten der Klassenerhalt gelang, war eine große Leistung und der junge Torhüter Elting hatte daran seinen Anteil.
Zwei Jahre später sollte Elting etwas Ähnliches widerfahren, als mit Norbert Nigbur ein jüngerer Schlussmann kam und ihm den Stammplatz streitig machte. Ausgerechnet am 18. Spieltag der Runde 1966/67, den 7. Januar 1967, stand Elting für Nigbur beim Spiel auf dem Bökelberg gegen Borussia Mönchengladbach im Schalker Tor. Die Mannen um Herbert Wimmer, Herbert Laumen, Jupp Heynckes, Günter Netzer und Bernd Rupp überrannten die „Königsblauen“ mit 11:0. Sechs Spiele absolvierte Elting 1966/67, Nigbur als Nummer 1 die übrigen 28 Spiele und Schalke belegte den 15. Rang. 1970 wechselte er daraufhin zum 1. FC Kaiserslautern und wurde auf dem Betzenberg Nachfolger von Wolfgang Schnarr. In den ersten fünf Spielen der Saison 1970/71 stand aber sein Konkurrent Bratislav Đorđević im FCK-Tor, ab dem sechsten Spieltag setzte Trainer Gyula Lóránt auf den Mann aus Schalke. Am Rundenende belegte Lautern den achten Rang und Elting hatte 27 Rundenspiele absolviert. Unter Lorant-Nachfolger Dietrich Weise war Elting 1971/72 mit 32 Einsätzen die klare Nummer 1, belegte mit den Pfälzern den siebten Rang und erreichte im DFB-Pokal mit Erfolgen gegen den Wuppertaler SV (1:2, 3:2 n. V., 5:3 n. E.), VfB Stuttgart (3:4, 3:1), Rot-Weiß Oberhausen (1:3, 5:0 n. V.) und im Halbfinale mit zwei 2:1-Siegen gegen den SV Werder Bremen das Finale am 1. Juli 1972.
In der Saison 1972/73 ragten für Elting die zwei Einsätze im UEFA-Pokal gegen das Team von Stoke City heraus. In Stoke verlor er mit dem 1. FCK mit 1:3 und erlebte die Torhüterlegende Gordon Banks in Aktion; im Rückspiel – Stoke trat ohne Banks an – setzten sich Elting und Kollegen mit einem in der Höhe überraschenden 4:0 durch. Geoff Hurst scheiterte an der Lauterer Defensive um Dietmar Schwager und Ernst Diehl, dem Weltmeister des Jahres 1966 gelang kein Treffer. Elting stand auch u. a. am 20. Oktober 1973 beim legendären 7:4 seiner Lauterer gegen den FC Bayern München im Tor, als der Gastgeber einen 1:3-Halbzeitrückstand noch umdrehen konnte. Nachdem der 1. FCK zur Saison 1974/75 den schwedischen Nationaltorhüter Ronnie Hellström verpflichtet hatte, ging Elting nach Spanien zu Real Murcia. Murcia stieg aber als 18. aus der 1. Liga ab.
In der Saison 1976/77 absolvierte er nach seiner Rückkehr aus Spanien noch 16 Partien für den Wuppertaler SV in der 2. Bundesliga.
Seine Karriere beendete Josef Elting 1980 bei seinem Heimatverein 1. FC Bocholt mit der Meisterschaft in der Oberliga Nordrhein.
Sein Cousin Friedel Elting war ebenfalls Fußballspieler und -trainer.